# Jarosław Porwich
Jarosław Porwich (ur. 17 sierpnia 1966 w Gorzowie Wielkopolskim) – polski związkowiec i polityk, działacz opozycji w okresie PRL, były przewodniczący zarządu Regionu Gorzowskiego NSZZ „Solidarność”, poseł na Sejm VIII kadencji.

## Życiorys
Na początku lat 80. działał w opozycyjnym Młodzieżowym Ruchu Oporu i następnie w Ruchu Młodzieży Niezależnej. W 1983 osadzony na miesiąc w izbie dziecka. W stanie wojennym współtworzył podziemne Radio „Solidarność”. W 1984 tymczasowo aresztowany z przyczyn politycznych, skazany następnie na karę 8 miesięcy pozbawienia wolności z warunkowym zawieszeniem jej wykonania. Publikował w drugoobiegowym czasopiśmie „Solidarność Stilonowska”.
Ukończył studia licencjackie na kierunku administracja publiczna w Państwowej Wyższej Szkole Zawodowej w Gorzowie Wielkopolskim, studia podyplomowe z zakresu BHP w Wyższej Szkole Biznesu w Gorzowie Wielkopolskim, a także studia podyplomowe Executive MBA – Business Trends w Wyższej Szkole Bankowej we Wrocławiu. Był członkiem rady ds. młodzieży przy prezydencie Lechu Wałęsie i przewodniczącym Krajowej Sekcji Młodych NSZZ „Solidarność”, pracował jako reporter w lokalnych stacjach radiowych. W 1997 kierował regionalną kampanią wyborczą Akcji Wyborczej Solidarność, a w wyborach samorządowych w 1998 bez powodzenia ubiegał się z listy AWS o mandat radnego sejmiku lubuskiego. W 2002 został redaktorem naczelnym związkowego periodyku „Feniks”. Od 2005 do 2010 był kierownikiem zespołu piłki ręcznej mężczyzn AZS-AWF Gorzów Wielkopolski.
W 1988 został członkiem jawnych władz „Solidarności”, w latach 2006–2015 zajmował stanowisko przewodniczącego zarządu Regionu Gorzowskiego NSZZ „S”.
W wyborach parlamentarnych w 2015 kandydował do Sejmu w okręgu zielonogórskim z pierwszego miejsca na liście komitetu wyborczego wyborców Kukiz’15, zorganizowanego przez Pawła Kukiza. Uzyskał mandat posła VIII kadencji, otrzymując 10 777 głosów. W grudniu 2017 przeszedł z klubu Kukiz’15 do koła poselskiego Wolnych i Solidarnych, którego był członkiem do czasu śmierci Kornela Morawieckiego, co spowodowało rozwiązanie koła. W maju 2018 współtworzył z Adamem Andruszkiewiczem Stowarzyszenie „Dla Polski”, został członkiem jego zarządu.
W Sejmie pełnił funkcje zastępcy przewodniczącego Komisji Gospodarki i Rozwoju oraz członka Komisji Polityki Społecznej i Rodziny. Od 2016 należał do Parlamentarnego Zespołu ds. Bezpieczeństwa Programu Szczepień Ochronnych Dzieci i Dorosłych.
W wyborach w 2019 bezskutecznie ubiegał się o poselską reelekcję z listy PiS. Wstąpił do tego ugrupowania; w 2023 był kandydatem tej partii w kolejnych wyborach parlamentarnych. Pełnił funkcję pełnomocnika wojewody lubuskiego ds. rozwoju i inwestycji. Zasiadał w radzie nadzorczej Agencji Rozwoju Przemysłu. W 2024 uzyskał mandat radnego miejskiego w Gorzowie Wielkopolskim.

## Odznaczenia
W 2011 odznaczony Krzyżem Kawalerskim Orderu Odrodzenia Polski, a w 2015 Krzyżem Wolności i Solidarności. W 2009 wyróżniony Odznaką Honorową za Zasługi dla Województwa Lubuskiego. W 2018 otrzymał status działacza opozycji antykomunistycznej.